# Drei-Tröge-Brunnen

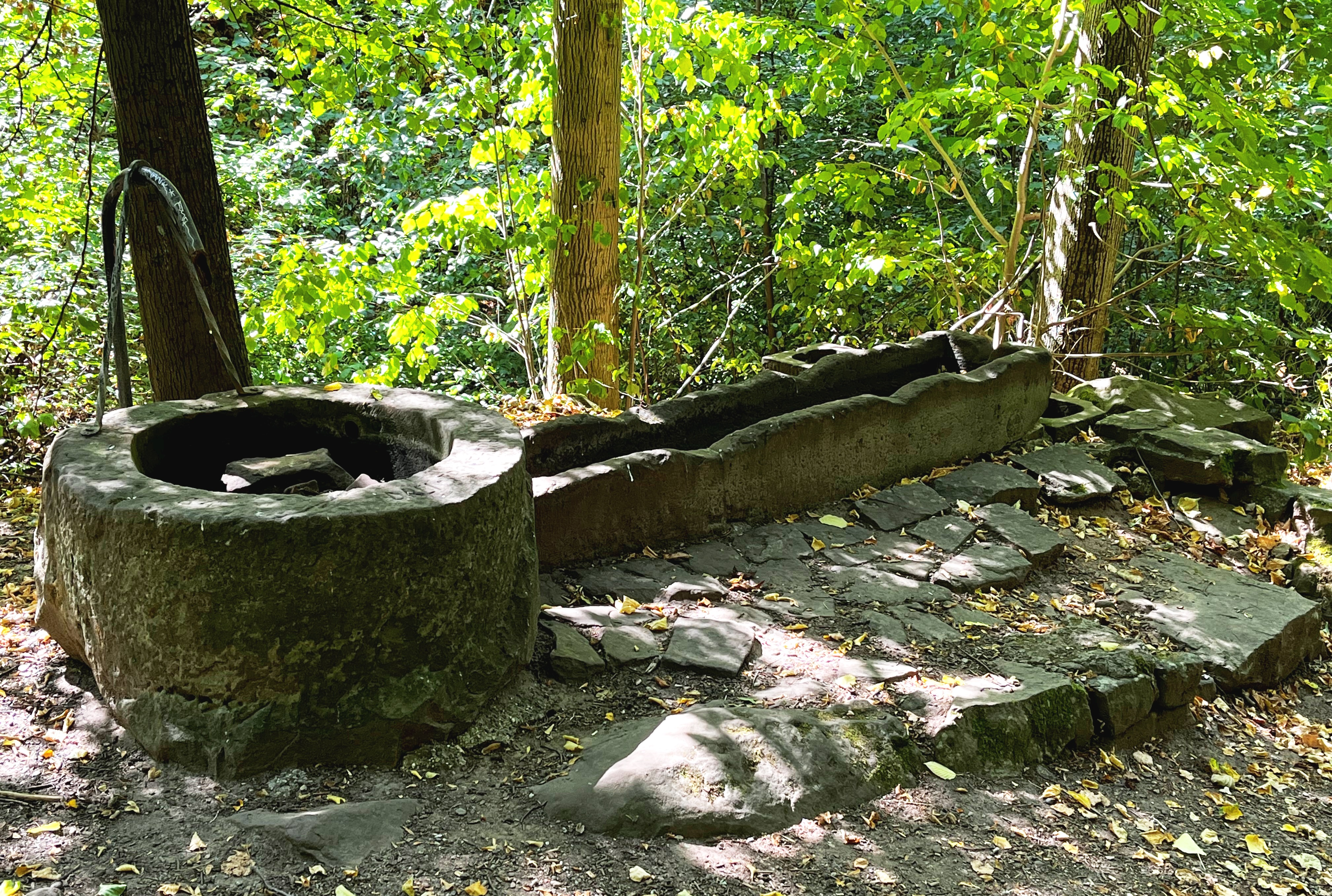
Drei-Tröge-Brunnen an der Bierhelder Steige (Aufn. 2022)

Der Drei-Tröge-Brunnen ist eine aus drei verschiedenen Buntsandsteintrögen kombinierte Brunnenanlage am Westhang des Gaisbergs bei Heidelberg. Die 1887 errichtete Anlage an der Bierhelder Steige befindet sich in 100 m Entfernung zur Drei-Tröge-Hütte, einer bekannten Rast- und Schutzhütte im Kleinen Odenwald. Im Jahr 1984 wurde der Brunnen umfangreich restauriert.

## Lage
Die den Drei-Tröge-Brunnen speisende Quelle liegt hangaufwärts auf 210 m ü. NN zwischen Bierhelder Steige und Unterem Dachsbuckelweg. Sie wurde im 19. Jahrhundert durch den Bau eines Brunnenstollens gefasst und versorgt seither ganzjährig die Brunnenanlage. Die Bierhelder Steige ist ein Teilstück eines seit der Römerzeit bis in die frühe Neuzeit wichtigen Überlandwegenetzes. Die Überlandstraße, die von Augsburg (Augusta Vindelicum) über das heutige Bad Wimpfen, durch den Kraichgau, vorbei an Gaiberg bis nach Ladenburg (Lopodunum) führte, entstand vermutlich um das Jahr 90 n. Christus. Reste dieser teilweise mit Steinen befestigten Römerstraße wurden bei der Erschließung des Neuenheimer Felds durch Berndmark Heukemes entdeckt. Als ehemalige Durchgangspforte zwischen Rheinebene und Odenwald war der Fußweg von überregionaler Bedeutung. Hier an der Bierhelder Steige ist die Wegstrecke besonders steil. Bereits im zurückliegenden Jahrhundert wurde der Weg asphaltiert. An Stellen, wo die Asphaltdecke aufbricht, wird das historische Buntsandsteinpflaster wieder sichtbar.
Die Quelle am Drei-Tröge-Brunnen schon immer ein wichtiger Rast- und Ruhepunkt für Mensch und Tier auf ihrem Weg zur Hochfläche „Kühruhe“ (Weidefläche mit Brunnen, 1744 urkundlich erwähnt) oder dem Bierhelderhof (1442 als Gehöft ze Berheldn urkundlich belegt). Seit 2015 ist Wasserzulauf aufgrund technischer Probleme eingeschränkt. Im Sommer 2022 fiel der Brunnen aufgrund mehrwöchig fehlenden Niederschlags trocken. Oberhalb der Brunnentröge findet sich auf dem Weg ein Trigonometrischer Punkt.

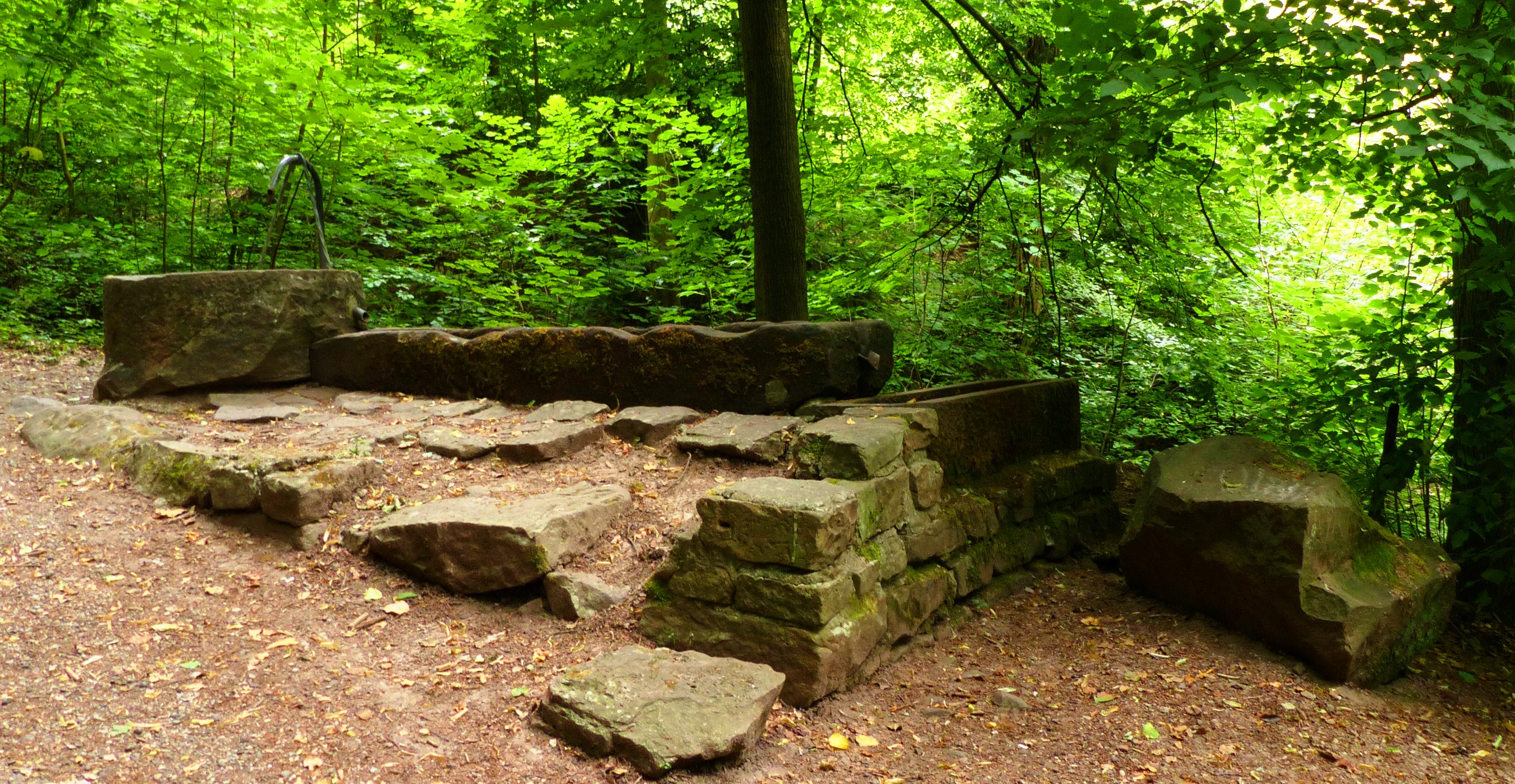
Drei-Tröge-Brunnen errichtet aus Buntsandstein
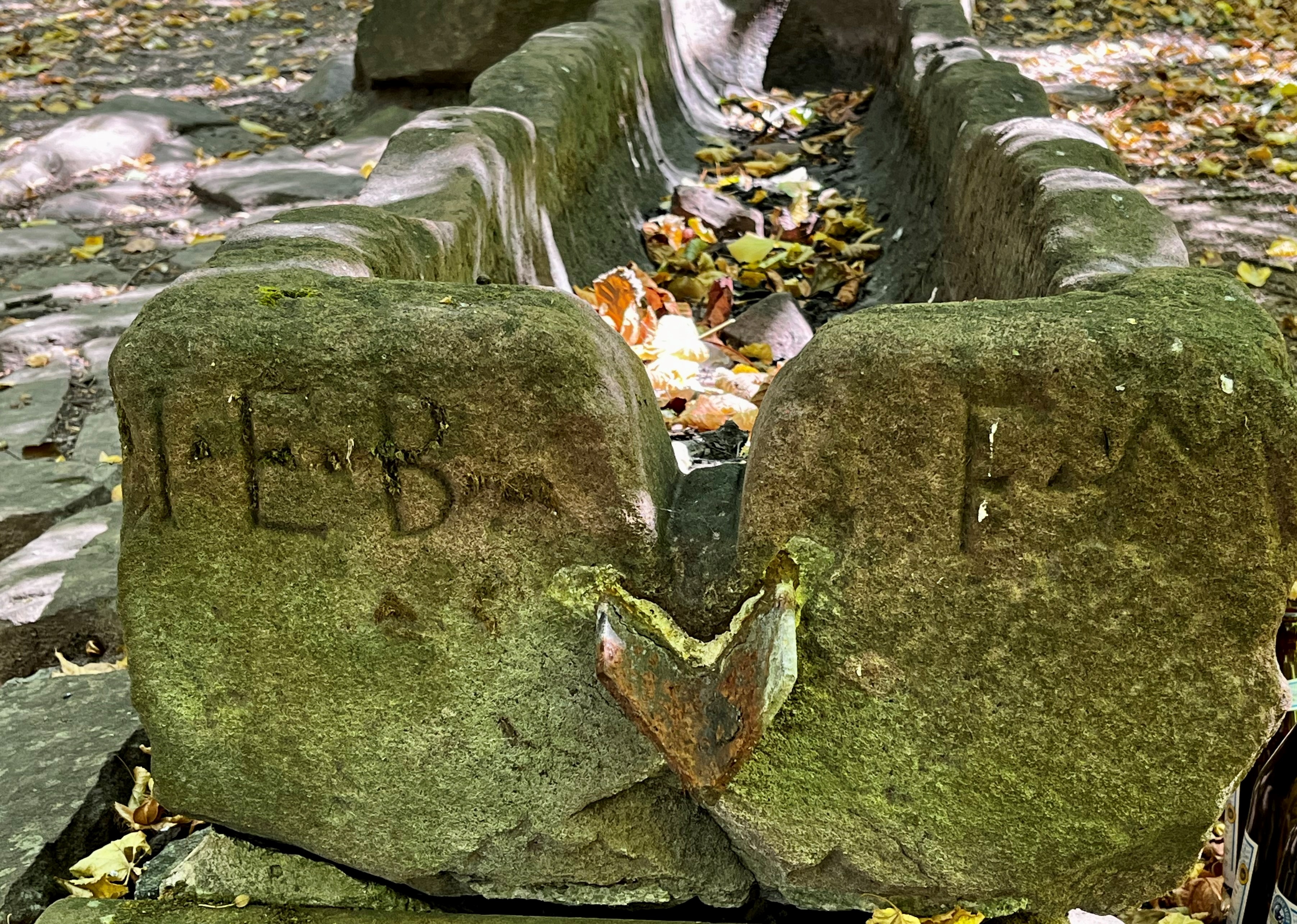
Drei-Tröge-Brunnen, unbekannte Inschrift: FEB FM
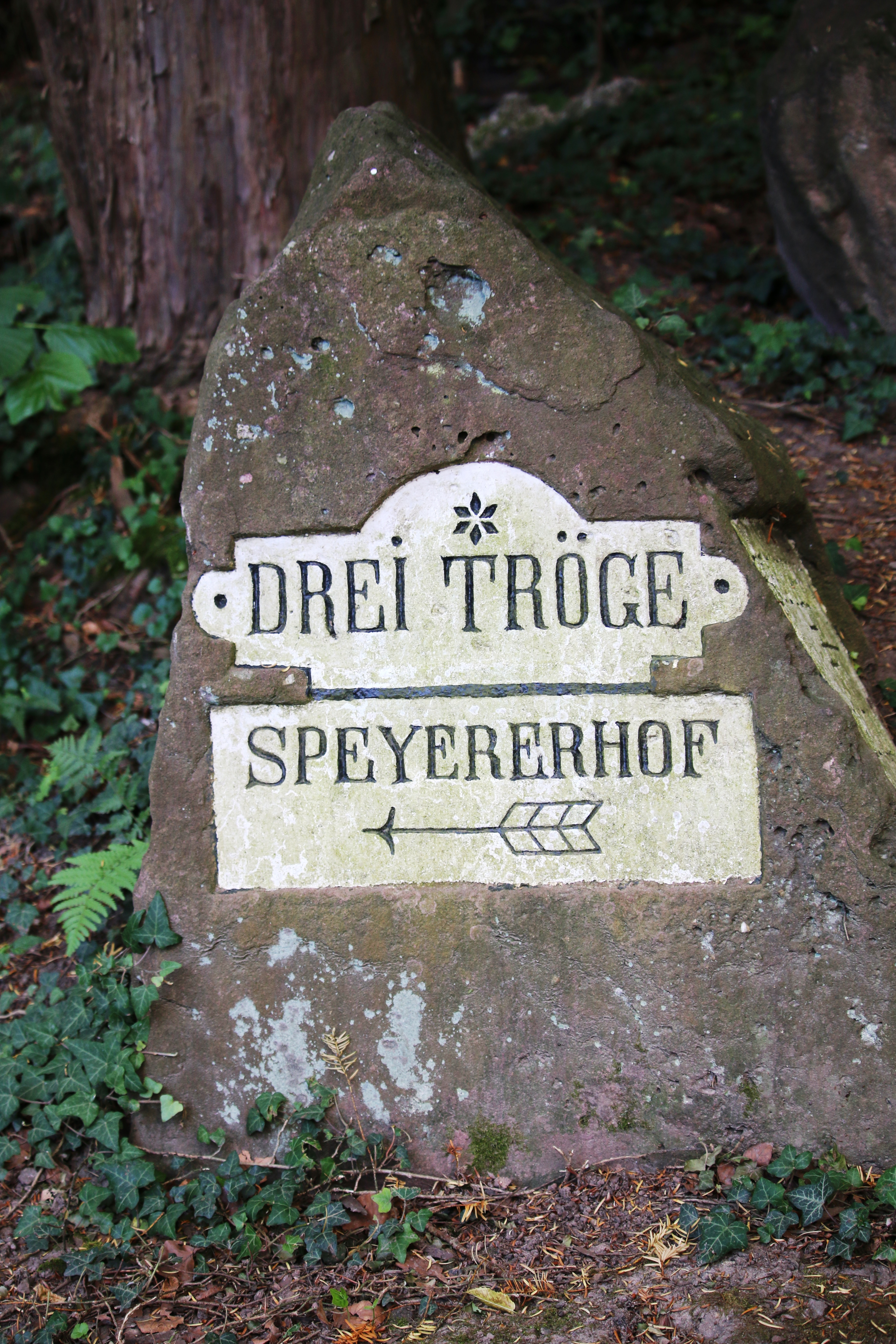
Wegweiserstein zur Drei-Tröge-Quelle und dem Speyererhof am Steigerweg
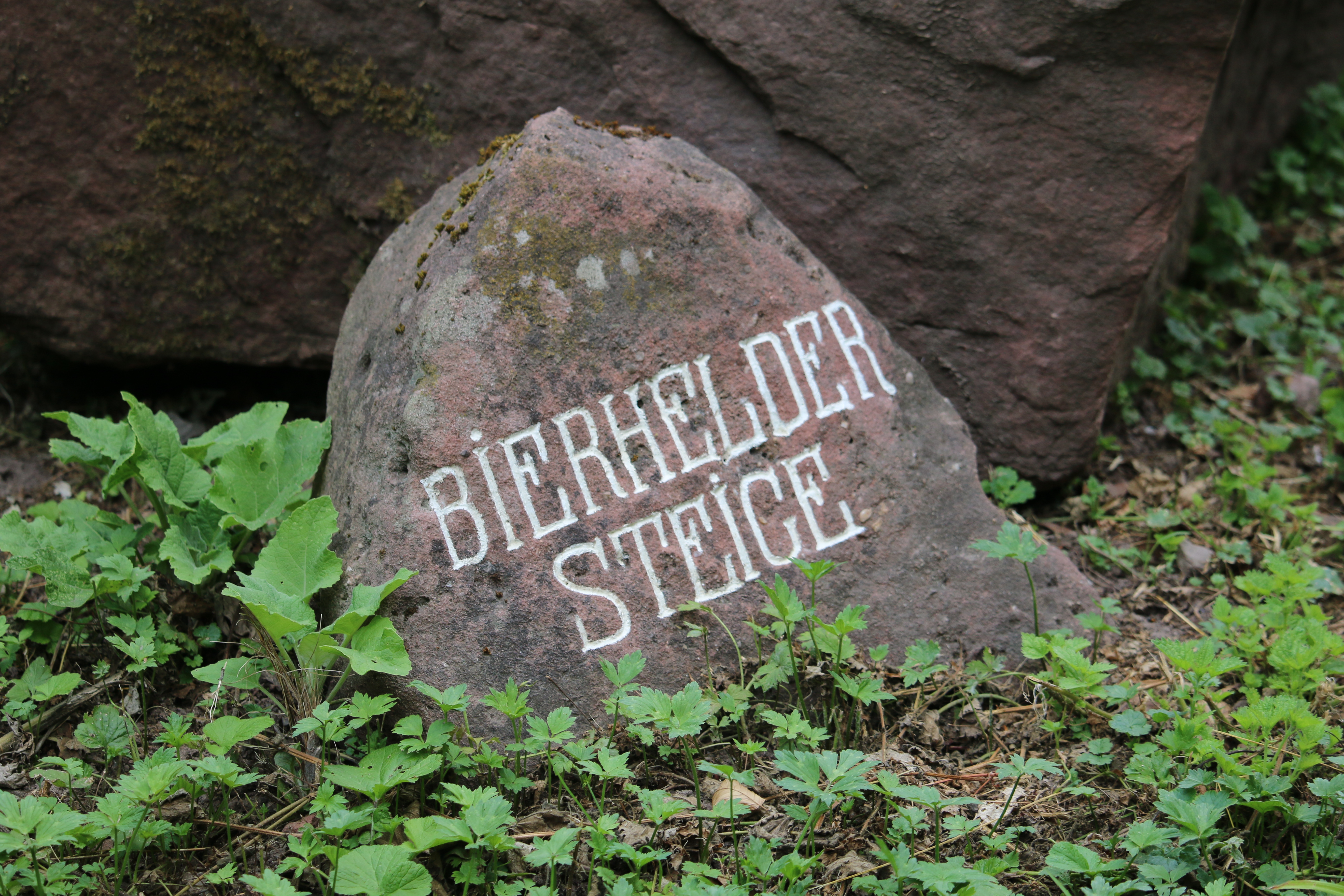
Hinweisstein zur Bierhelder Steige
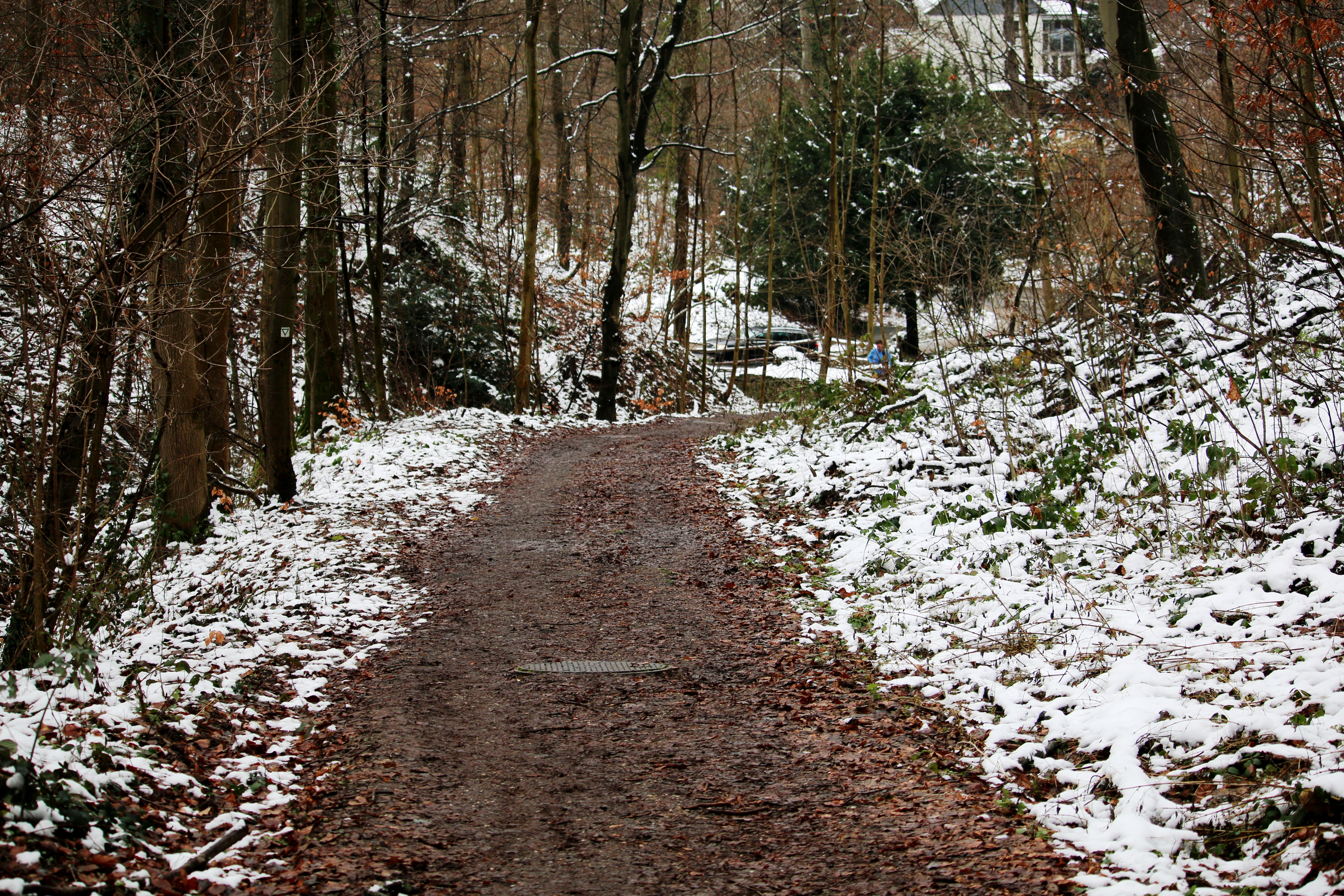
Bierhelder Steige, unterhalb der Drei Tröge
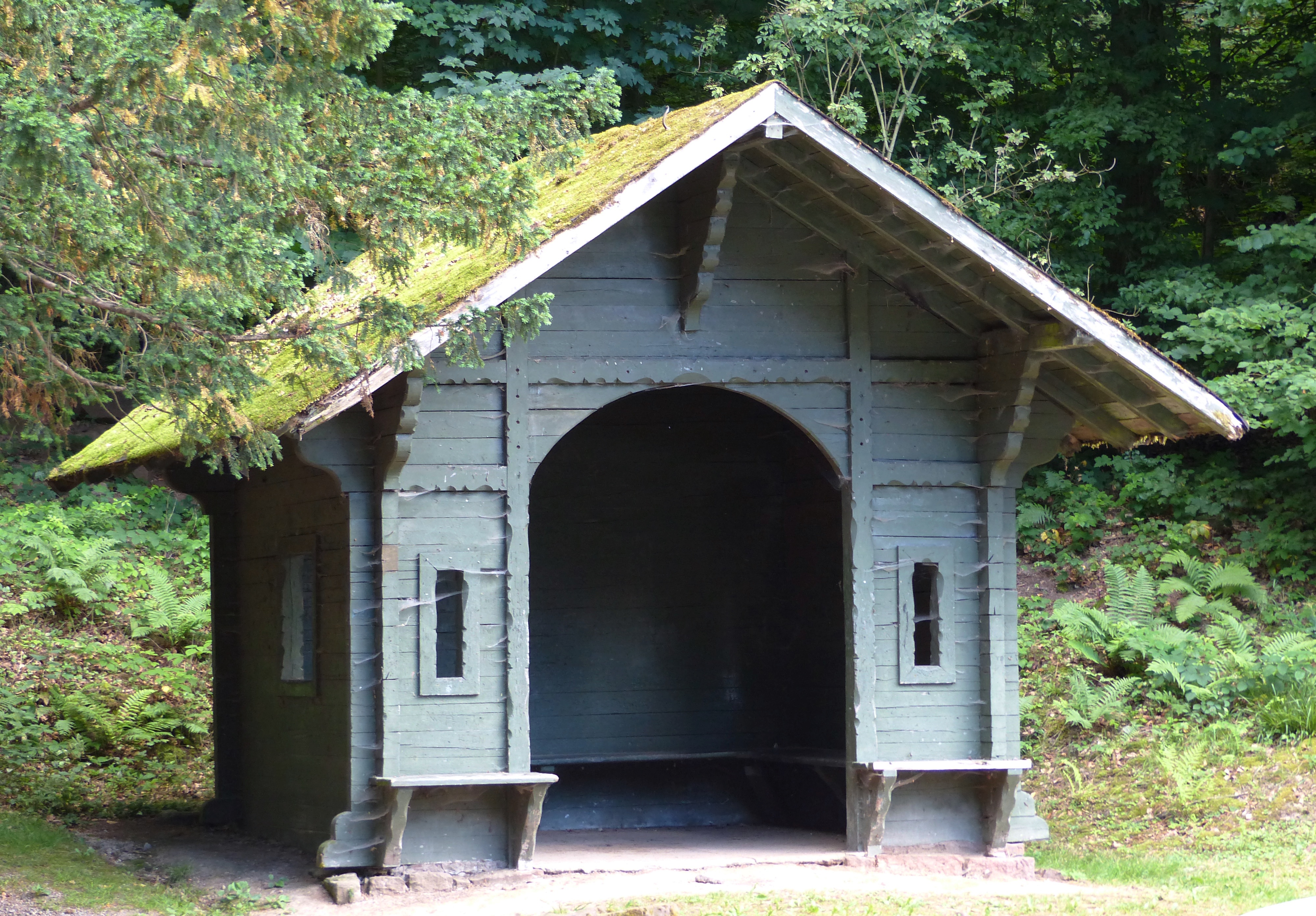
Drei-Tröge-Hütte am Steigerweg

Koordinaten: 49° 23′ 42″ N, 8° 42′ 6″ O

## Geologie, Geografie
Am Königstuhl wie am Gaisberg steht Buntsandstein in mächtigen Schichten an, stellenweise bis zu 450 m. Durch tektonische Vorgänge wie z. B. den Rheingrabenbruch sind die Buntsandstein-Schichten mancherorts zu Schollen zerbrochen und vertikal versetzt. Aus diesen Gesteinsöffnungen und Spalten tritt Quellwasser in Form von sog. Schichtquellen aus. Auch die Drei-Tröge-Quelle ist eine typische Schichtquelle. Sie spendet fast kalkfreies sowie magnesiumarmes Wasser von guter Trinkqualität. Solche Quellen sind wichtige Lebensräume spezialisierter Tier- und Pflanzenarten. Im Umfeld des Brunnens wächst u. a. die Hirschzunge. In milden Regennächten trifft man auf den Feuersalamander. In den Trögen finden sich im Frühjahr auch seine Larven. Im umliegenden Hangwald brüten Waldohreule und Buntspecht.

## Historisches

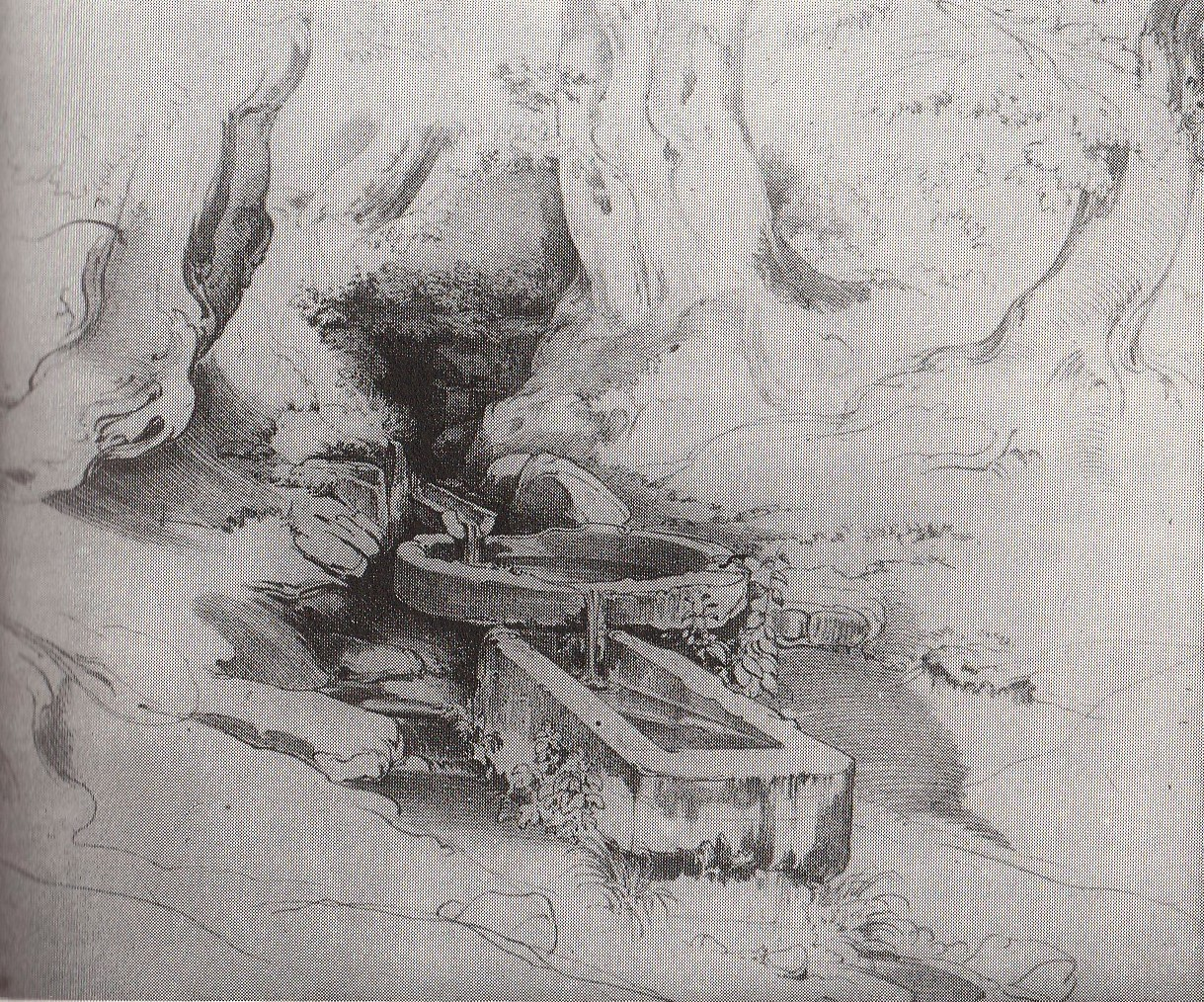
Ernst Fries: Lithografie des Drei-Tröge-Brunnen um 1830

Der Heidelberger Landschaftsmaler Ernst Fries (1801–1833) hat die ursprüngliche Gestalt der Drei-Tröge Quelle aus dem Jahr 1830 auf einer Lithografie festgehalten. Die Abbildung zeigt den unmittelbaren Quellaustritt aus dem Gestein mit drei daran angeschlossenen Brunnentrögen. Damit während des Viehtriebs auf die „Kühruhe“ hier immer mehrere Tiere gleichzeitig ihren Durst löschen konnten, war es sinnvoll mehrere Tröge mit Wasser zu speisen. Ernst Fries wurde 1841 in Anerkennung seiner künstlerischen Leistungen oberhalb des Heidelberger Schlosses eine Gedenktafel gewidmet, die heute noch existiert. Auch der Weg, der dort vorbeiführt, trägt seinen Namen. Die Lithografie des Drei-Tröge-Brunnens befindet sich im Besitz des Kurpfälzischen Museum Heidelberg.